# Erlkönig (ballata)
Erlkönig, ossia Il re degli Elfi, è una ballata scritta nel 1782 da Johann Wolfgang von Goethe, e fa parte dell'opera conosciuta come Die Fischerin.

## Il nome
"Erlkönig" non è, come potrebbe sembrare, un nome tedesco. "Erl" può richiamare il fuorviante significato di ontano, ma la spiegazione, forse anche leggendaria, è da ricercarsi in un'ispirazione di Goethe a Johann Gottfried Herder, autore della traduzione dal danese di un'opera conosciuta come "Erlkönigs Tochter". Herder avrebbe tradotto male il nome originale del protagonista (Ellekonge), non riportando così l'esatto significato (Re degli Elfi) in tedesco.

## La trama

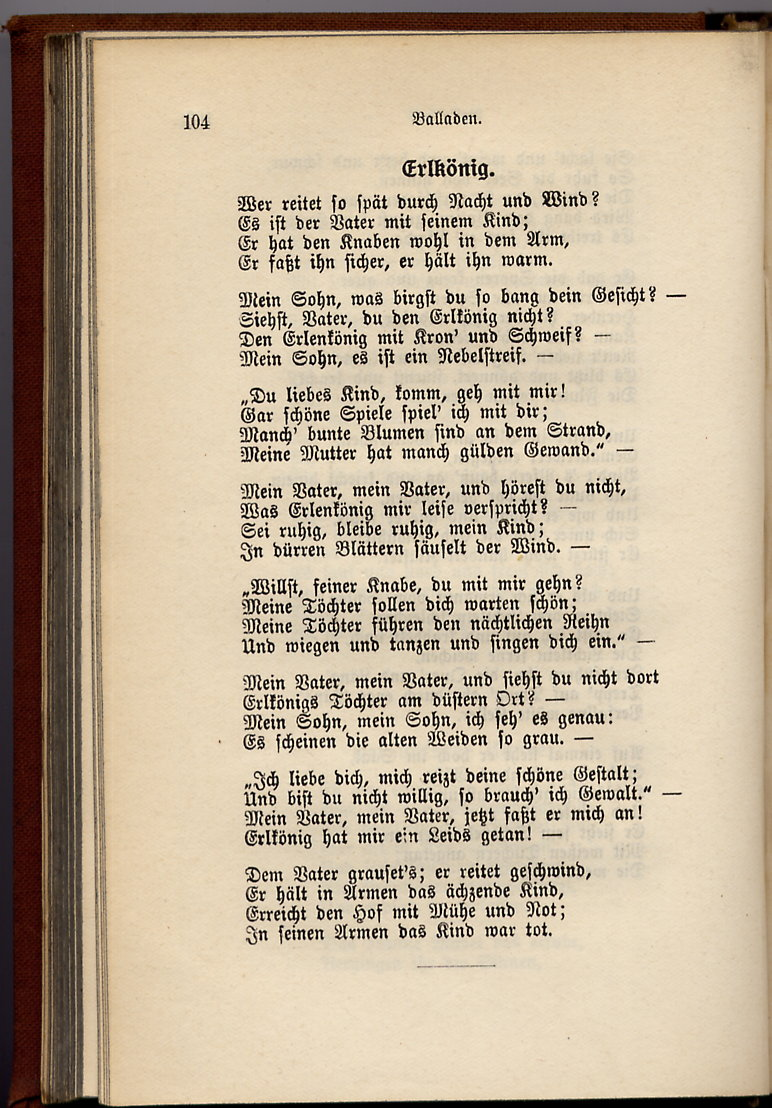
Pagina tratta da "Goethes Werke. Erster Band. Bertelsmann, Gütersloh, o.J.," p. 104.

La ballata narra la vicenda di un bambino gravemente malato che il padre aveva portato con sé in una precipitosa cavalcata notturna per i boschi, diretto verso il vicino villaggio nel tentativo di salvargli la vita; il bambino, in preda a una fortissima febbre, dice di vedere l'Erlkönig (Siehst, Vater, du den Erlkönig nicht?), il Re degli Elfi, che lo chiama a sé; il padre si rende naturalmente conto delle condizioni disperate del figlio, che ormai sragiona: una volta giunti alla corte, infatti, il bimbo è già morto tra le sue braccia (in seinen Armen das Kind war tot...).

## Rifacimenti
Il testo della ballata è stato musicato da parecchi compositori, tra cui il Lied di Franz Schubert è il più celebre; l'opera, composta nel 1815 per voce e pianoforte, viene spesso usata come strumento didattico da molti insegnanti di tedesco. Nel 2005 la ballata è stata utilizzata come spunto dai Rammstein per una loro canzone, Dalai Lama, contenuta nell'album Reise, reise. Nel 2006 la traduzione inglese di Edwin Zeydel (1955) è stata ripresa dal gruppo electroclash Waldorf per l'omonima canzone. Nel 2006 il tema della ballata viene usato anche dalla band Heavy/Doom Metal Pagan Altar nella canzone The Erl King. Gli Epica hanno preso ispirazione, con tanto di citazioni tradotte in inglese, dalla ballata per la loro canzone Once Upon A Nightmare, contenuta nell'album The Holographic Principle (2016).
Nel 2015 il cantautore catalano Roger Mas ha pubblicato la sua canzone El rei dels verns, un'interpretazione moderna del classico di Goethe.